# バル・ムレチュニィ

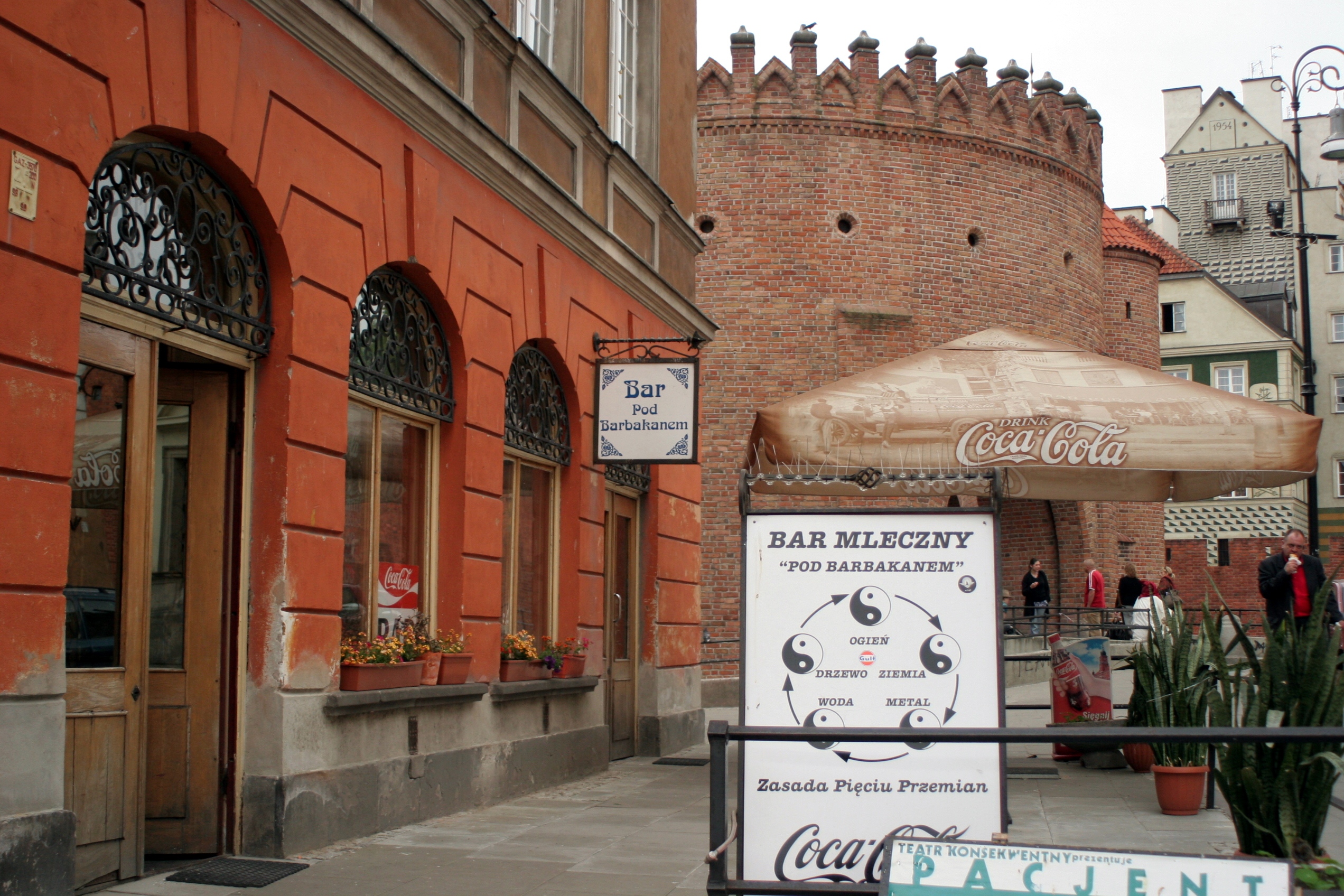
ワルシャワ旧市街にあるバル・ムレチュニィ「バルバカン（円形砦）の下」

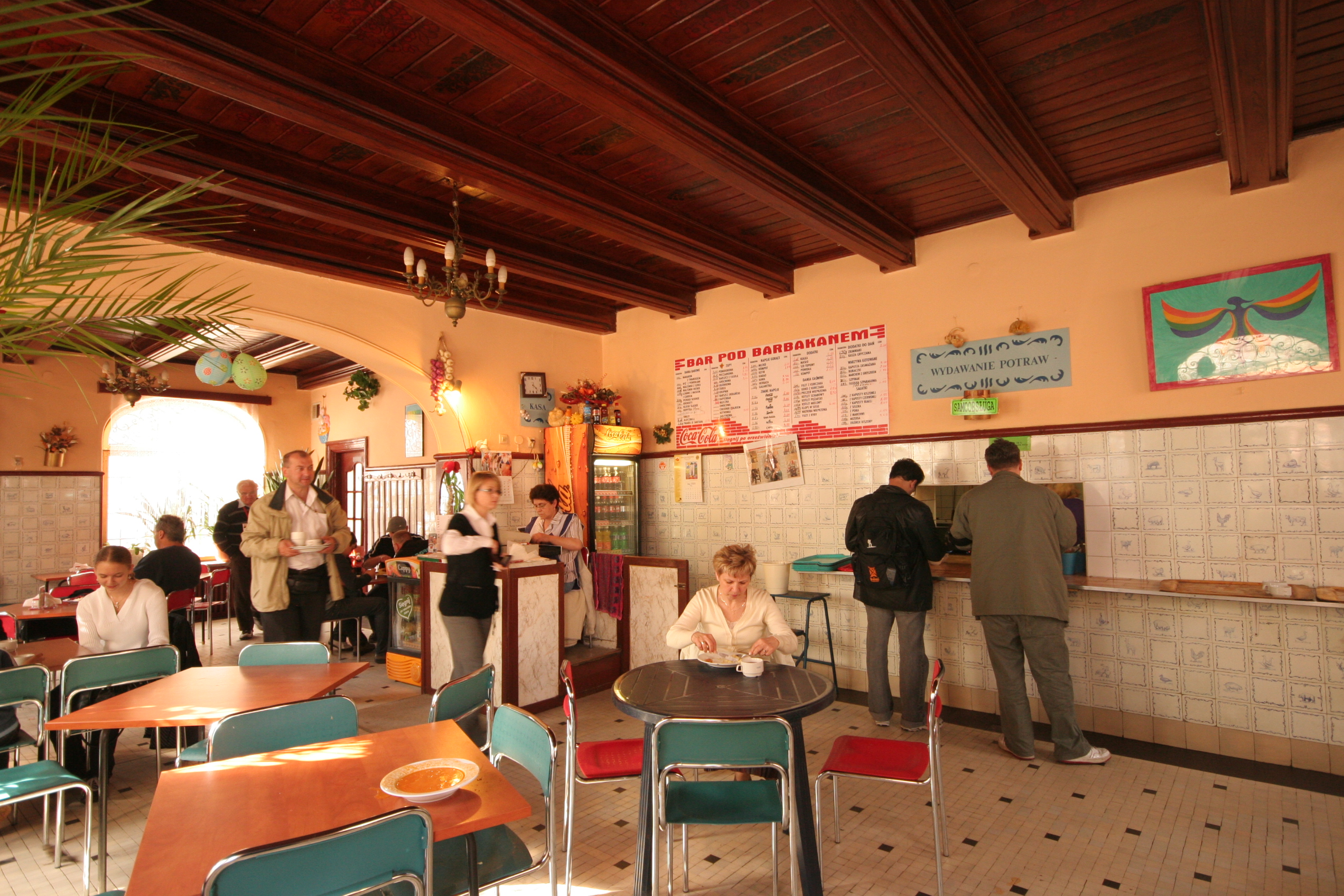
バル「バルバカン（円形砦）の下」の店内
レジで注文して会計を済ませ、右の窓から料理を受け取る方式

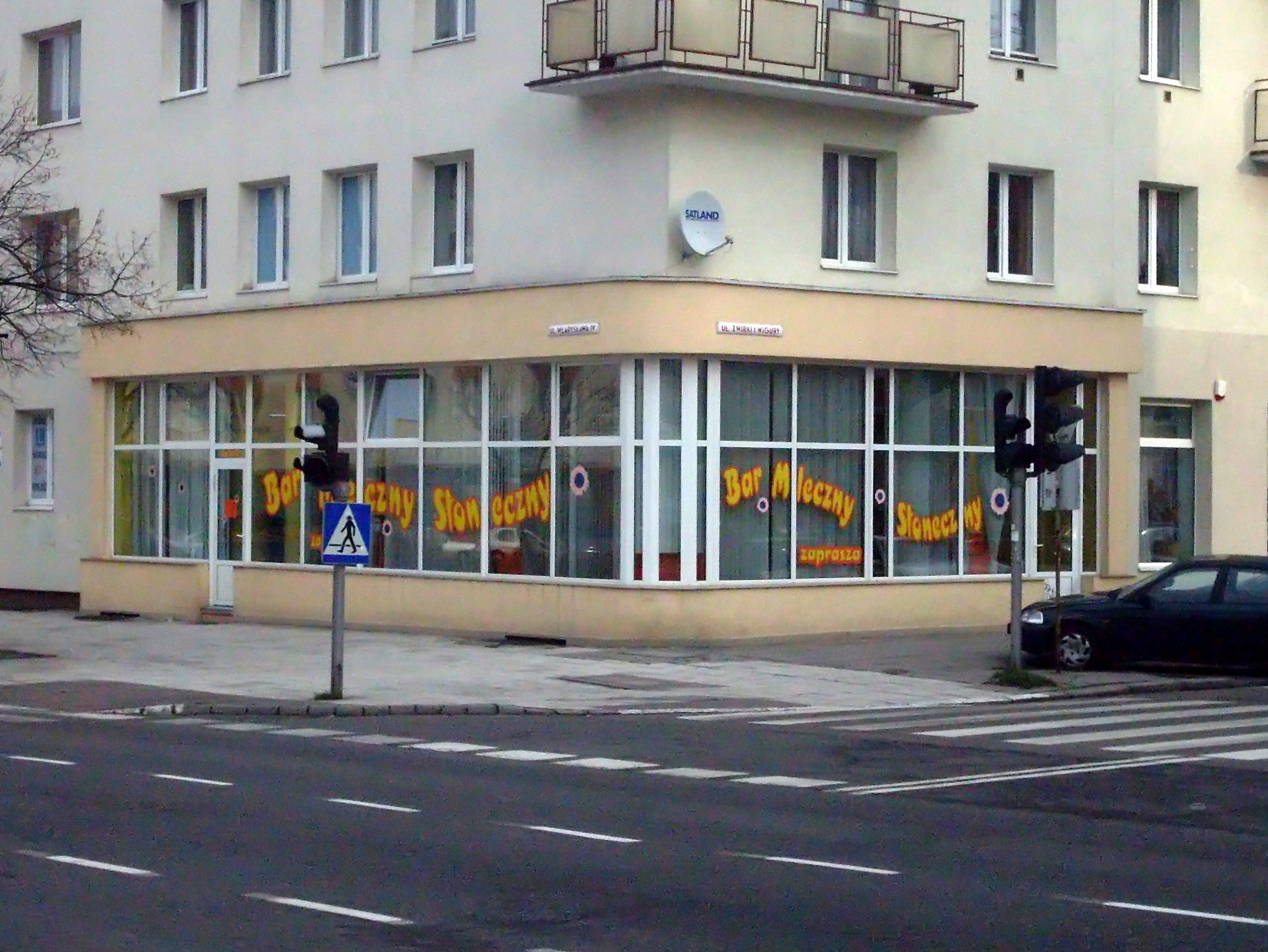
グディニャ市ヴワディスワフ4世通りの団地の一角にあるバル・ムレチュニィ「太陽」

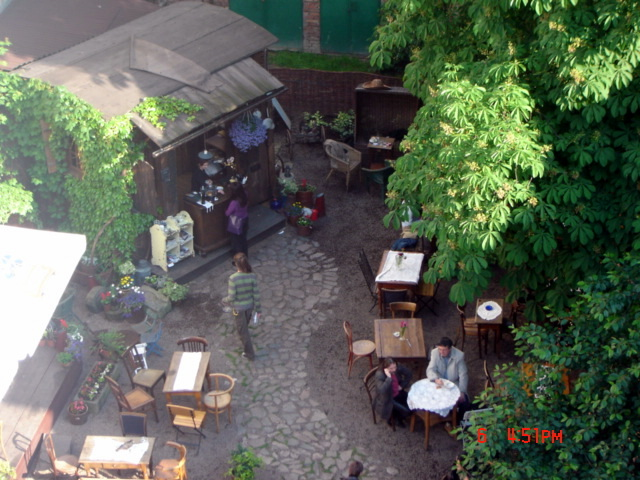
クラクフ市カジミェシュ地区の住宅街にあるバル・ムレチュニィ「フラワー・ガーデン」

バル・ムレチュニィはポーランド語で「ミルク・バー」の意味（オーストラリアのミルク・バーとはまったく別のもの）。ポーランド式のカフェテリアである。1960年代に当時の共産主義政権が生み出した形態。もともとは社員食堂を持たない中小企業の従業員に安価な食事を提供する目的があった。1980年代までは主に乳製品や野菜中心の食事を提供していたので、ミルク・バーと呼ばれる。特に、戒厳令が布告されていた1980年代初頭は肉は配給制だったので、乳製品主体の食事が主流であった。
第二次世界大戦後、国内のほとんどのレストランは共産主義政権によって国営化されたのちに閉店させられた。当時の政権の方針は、全ての国民に安価な食事を、彼らの職場にて提供することだった。社員食堂での食事分は従業員の給与に含まれていた。しかしそれでも多くの人々が社員食堂のない中小企業に勤務していた。そのためヴワディスワフ・ゴムウカ政権の時代に、政府はセルフサービス式の小規模な大衆食堂を全国に設置することにした。食事には政府から補助金が当てられたため、安価で、しかも誰でも利用することができた。

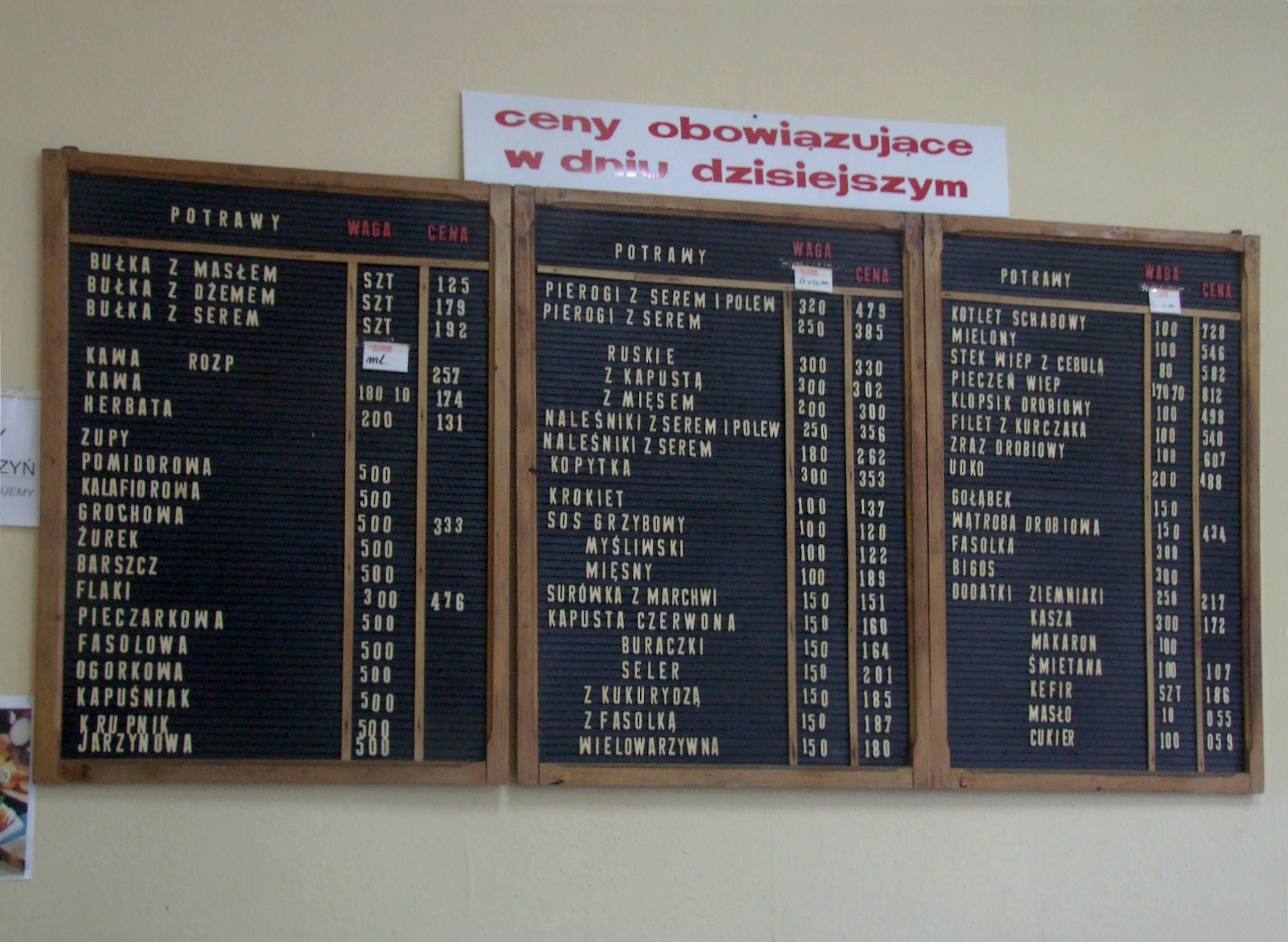
ジェロナ・グラ市のバル・ムレチュニィ「ピャスト」のメニュー表
スープが12種類、肉料理が12種類、肉料理のつけあわせが7種類
その他ピエロギ、副菜、サラダ、ソフトドリンク、パン、デザートなどが書かれている

バル・ムレチュニィでは生の牛乳や乳製品のほかに、オムレツや玉子カツのような卵料理、シリアル（ポーランド語でカーシャ）、ピエロギなど小麦粉ベースの料理も提供される。ポーランドで共産主義が廃止され物資の少ない時代が終わると、ほとんどのバル・ムレチュニィは一般の私営のレストランとの競争に敗れて廃業していった。しかしいくつかのバル・ムレチュニィは過去の福祉国家の遺産として生き残り、比較的貧しい人々を支え続けた。こんにちポーランドの都市の中心街には最低1軒のバル・ムレチュニィが設置されている。これらのバル・ムレチュニィは国から補助金を受けている（年間2000万ズウォティといわれる）。また、たいていの場合は自治体からも補助金を受けている。バル・ムレチュニィはいまでも、年金生活の年配の人々、ホームレスの人々、バックパッカーなどといった若い外国人旅行者、学生、そして大学教授の間で特に人気がある。普通の人々も日々の外食でファストフードに飽きるとバル・ムレチュニィを気軽に利用している。日本で言えば街の安食堂や中華料理屋さんのような感覚である。アルコールを提供することはほとんどない。
補助金のおかげで、一般のバーやレストランと比較してバル・ムレチュニィの提供する食事は非常に安価である。バル・ムレチュニィでの典型的なディナーは3つのプレート（スープ、サラダあるいは前菜、メインディッシュ）にデザートがついたコース料理であるが、価格は10ズウォティを超えることはない。一般の平均的なレストランでは同様のコース料理が20-50ズウォティかかる。バル・ムレチュニィはファストフード店の一種と考えられることもあるが、実は伝統的なポーランド料理を提供している。これらの料理は仕込みにとても長い手間と時間がかかり、店のスタッフは一見無愛想であるが、料理には彼らの暖かい心がこもっている。バル・ムレチュニィは実は環境保護運動が世界的広がりを見せる前からすでに伝統として長い間社会に定着しているスローフード食堂なのである。1989年に共産主義が廃止されてポーランドが資本主義社会になるとポーランド人は一時はバル・ムレチュニィの存在を恥ずかしがっていたこともあるが、現在はバル・ムレチュニィを、ポーランドの誇るべき暖かい心の文化（あるいはザピエカンカなどと並んで、昔の共産主義時代が残した数少ない「良いもの」の一つ）として捉えている。
バル・ムレチュニィはポーランド国内のほかにも、カナダ・オンタリオ州のミシサガ市、ラトビアのリガ市、イギリスのロンドンにそれぞれ1軒ずつある（下記外部リンク参照）。